# Eduard Will

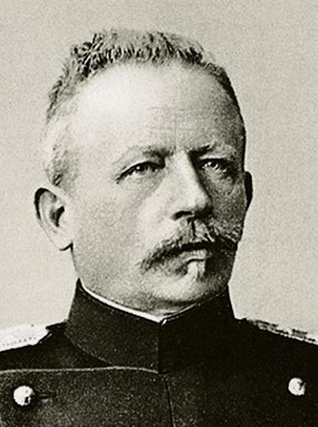
Eduard Will

Eduard Will (* 4. Dezember 1854 in Bözingen; † 2. Juli 1927 in Bern; heimatberechtigt in Ste-Croix und Bern) war ein Schweizer Politiker.

## Leben
Will machte eine Graveurlehre und war um 1878 als Eisenwarenhändler in Nidau tätig, ab 1892 in Biel. Er gründete 1898 das Hagneckwerk mit, war von 1903 bis 1909 Direktor der Vereinigten Kander- und Hagneckwerke und anschliessend bis 1926 Direktor daraus hervorgegangenen Bernischen Kraftwerke AG.
Von 1889 bis 1993 war Will Gemeinderat in Nidau und von 1887 bis 1909 im Berner Grossen Rat, welchen er 1909 präsidierte. Für die Liberalen sass er von 1896 bis 1919 im Nationalrat. Als Milizoffizier und Oberstkorpskommandant kommandierte er von 1910 bis 1912 das 2. und von 1914 bis 1916 das mit der Verteidigung der Südgrenze beauftragte 3. Armeekorps.
Will gehörte zu den führenden Berner Wirtschaftspolitikern der Zeit. Als Militärpolitiker war er zudem wesentlich an der Militärorganisation 1907 und der Truppenordnung 1911 beteiligt.